# Richard Whately

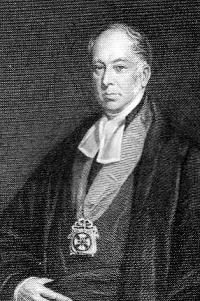
Richard Whately

Richard Whately (1787 w Londynie, zm. 1863 w Dublinie) – angielski filozof, ekonomista, logik, reformator społeczny i anglikański arcybiskup Dublina. 

## Ważniejsze dzieła
- Elements of Logic (1826)
- Elements of Rhetoric (1828)

## Zobacz także
- Erotetyka
- Katalaktyka